# Южноамериканская широконоска
Южноамериканская широконоска (лат. Spatula platalea) — вид птиц из семейства утиных (Anatidae).

## Описание

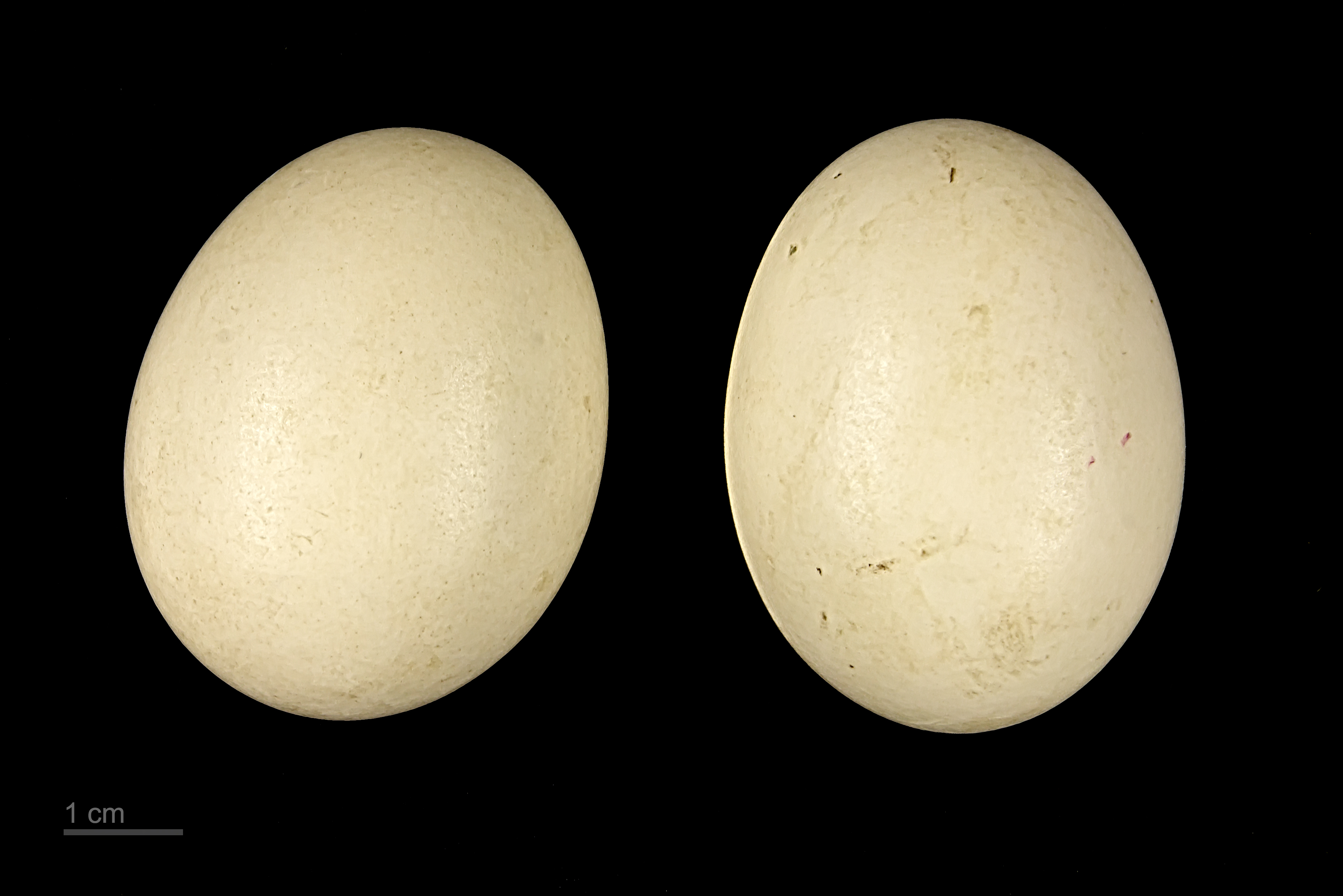
Яйцо Spatula platalea — Тулузский музей

Южноамериканская широконоска имеет расцветку цвета корицы с тёмными пятнами и зелёным зеркалом. Голова и шея сероватые. У неё большой тёмный клюв лопатообразной формы.

## Распространение
Водится в Аргентине, Боливии, Бразилии, Парагвае, Перу, Уругвае, Чили, на Фолклендских островах. Обитание птиц на острове Южная Георгия и Южных Сандвичевых островах нуждается в подтверждении. Самые южные птицы зимой совершают перелеты на север Бразилии и Перу.

## Охрана
МСОП присвоил таксону охранный статус «Виды, вызывающие наименьшие опасения» (LC).